# Vinter-OL 1936
Vinter-OL 1936, officielt De IV Olympiske Vinterlege, blev afholdt i 1936 i landsbyerne Garmisch-Partenkirchen i Bayern, Tyskland. Tyskland arrangerede også sommer-OL samme år i Berlin. 

## Højdepunkter
- Det norske hold dominerede legene og vandt klart flest medaljer (15) – mere end dobbelt så mange som den næstbedste nation (Sverige).
- Alpint skiløb var på det olympiske program for første gang. Tyske sportsfolk vandt begge discipliner.
- Nordmanden Ivar Ballangrud vandt tre at de fire konkurrencer i hurtigløb på skøjter.
- Sonja Henie vandt sin tredje guldmedalje i træk i kvindernes kunstskøjteløb. Efter OL blev hun professionel og rejste til USA, hvor hun med succes medvirkede i Hollywoodfilm og skøjteshows.
- Den olympiske ishockeyturnering blev for første gang ikke vundet af Canada. Storbritannien sejrede med et hold, der hovedsageligt bestod af canadiskfødte spillere.

## Nationer
Legene havde deltagelse af 28 nationer, det højeste antal indtil da, og 11 nationer flere end ved legene i Lake Placid fire år tidligere. Australien, Bulgarien, Grækenland, Liechtenstein, Spanien og Tyrkiet deltog for første gang i olympiske vinterlege.
| - Australien - Belgien - Bulgarien - Canada - Estland - Finland - Frankrig | - Grækenland - Holland - Italien - Japan - Jugoslavien - Letland - Liechtenstein | - Luxembourg - Norge - Polen - Rumænien - Schweiz - Spanien - Storbritannien | - Sverige - Tjekkoslovakiet - Tyrkiet - Tyskland - Ungarn - USA - Østrig |

## Sportsgrene
- Bobslæde
- Ishockey
- Skiløb
  - Alpint skiløb (første vinter-OL)
  - Nordisk skiløb
    - Langrend
    - Nordisk kombination
    - Skihop
- Skøjteløb
  - Hurtigløb på skøjter
  - Kunstskøjteløb

### Demonstrationssportsgrene
- Isstok
- Militærpatrulje

## Medaljer
Værtsnationen er angivet med fed skrift.
| Medaljefordelingen ved vinter-OL 1936 | Medaljefordelingen ved vinter-OL 1936 | Medaljefordelingen ved vinter-OL 1936 | Medaljefordelingen ved vinter-OL 1936 | Medaljefordelingen ved vinter-OL 1936 |       |
| Nr.                                   | Land                                  | Guld                                  | Sølv                                  | Bronze                                | Total |
| ------------------------------------- | ------------------------------------- | ------------------------------------- | ------------------------------------- | ------------------------------------- | ----- |
| 1                                     | Norge                                 | 7                                     | 5                                     | 3                                     | 15    |
| 2                                     | Tyskland                              | 3                                     | 3                                     | 0                                     | 6     |
| 3                                     | Sverige                               | 2                                     | 2                                     | 3                                     | 7     |
| 4                                     | Finland                               | 1                                     | 2                                     | 3                                     | 6     |
| 5                                     | Schweiz                               | 1                                     | 2                                     | 0                                     | 3     |
| 6                                     | Østrig                                | 1                                     | 1                                     | 2                                     | 4     |
| 7                                     | Storbritannien                        | 1                                     | 1                                     | 1                                     | 3     |
| 8                                     | USA                                   | 1                                     | 0                                     | 3                                     | 4     |
| 9                                     | Canada                                | 0                                     | 1                                     | 0                                     | 1     |
| 10                                    | Frankrig                              | 0                                     | 0                                     | 1                                     | 1     |
| 10                                    | Ungarn                                | 0                                     | 0                                     | 1                                     | 1     |
| Total                                 | Total                                 | 17                                    | 17                                    | 17                                    | 51    |

## Alpint skiløb
Alpint skiløb var på de olympiske vinterleges program for første gang. Der blev afviklet to konkurrencer – en for mænd og en for kvinder. Hver konkurrence bestod af et styrtløb og to slalomløb, en disciplin som i dag kaldes alpin kombination. Styrtløbene blev løbet på Kreuzeck, mens slalomløbene foregik på Gudiberg.
Den internationale olympiske komite (IOC) og det internationale skiforbund (FIS) var uenige om fortolkningen af amatørreglerne for denne sportsgren, idet IOC (men ikke FIS) betragtede skilærere som professionelle. Derfor blev mændenes konkurrence boykottet af de østrigske og schweiziske skiforbund.
De alpine konkurrencer blev en stor succes for de tyske løbere, der vandt dobbeltsejre i begge konkurrencer.
Mændenes styrtløbpiste var 3800 m lang med en højdeforskel på 959 m, og styrtløbet blev løbet den 7. februar. Slalompisten, som skulle gennemløbes to gange, var 600 m lang med en højdeforskel på 200 m og 33 porte. Slalomløbene blev afviklet den 9. februar.
| Alpint skiløb, mænd           | Alpint skiløb, mænd | Styrtløb   | Styrtløb | Slalom     | Slalom     | Slalom | Point (gns.) |
| Alpint skiløb, mænd           | Alpint skiløb, mænd | Tid (min.) | Point    | Tid (sek.) | Tid (sek.) | Point  | Point (gns.) |
| ----------------------------- | ------------------- | ---------- | -------- | ---------- | ---------- | ------ | ------------ |
| Guld                          | Franz Pfnür         | 4:51,8     | 98,49    | 72,1       | 74,5       | 100,00 | 99,25        |
| Sølv                          | Gustav Lantschner   | 4:58,2     | 96,38    | 76,9       | 75,6       | 96,13  | 96,26        |
| Bronze                        | Emile Allais        | 4:58,8     | 96,18    | 80,4       | 76,9       | 93,20  | 94,69        |
| 4.                            | Birger Ruud         | 4:47,4     | 100,00   | 91,9       | 77,1       | 86,75  | 93,38        |
| 5.                            | Roman Wörndle       | 5:01,2     | 95,42    | 82,9       | 85,8       | 86,90  | 91,16        |
| 6.                            | Rudolf Cranz        | 5:04,0     | 94,54    | 92,9       | 74,6       | 87,52  | 91,03        |
| 7.                            | Giacinto Sertorelli | 5:05,0     | 94,23    | 79,3       | 90,1       | 86,54  | 90,39        |
| 8.                            | Alf Konningen       | 5:00,4     | 95,67    | 89,3       | 84,3       | 84,45  | 90,06        |
| 66 deltagere – 33 gennemførte |                     |            |          |            |            |        |              |
Kvindernes alpine skiløb var den første officielle vinterolympiske konkurrence i skiløb for kvinder. Hidtil havde kvinder kun haft lov at deltage i kunstskøjteløb.
Kvindernes styrtløbpiste var 3300 m lang med en højdeforskel på 820 m, og styrtløbet blev løbet den 7. februar. Slalompisten, som skulle gennemløbes to gange, var 600 m lang med en højdeforskel på 200 m og 23 porte. Slalomløbene blev afviklet den 8. februar.
| Alpint skiløb, kvinder        | Alpint skiløb, kvinder | Styrtløb   | Styrtløb | Slalom     | Slalom     | Slalom | Point (gns.) |
| Alpint skiløb, kvinder        | Alpint skiløb, kvinder | Tid (min.) | Point    | Tid (sek.) | Tid (sek.) | Point  | Point (gns.) |
| ----------------------------- | ---------------------- | ---------- | -------- | ---------- | ---------- | ------ | ------------ |
| Guld                          | Christel Cranz         | 5.23,4     | 94,12    | 72,0       | 70,1       | 100,00 | 97,06        |
| Sølv                          | Käthe Grasegger        | 5:11,0     | 97,88    | 76,0       | 77,4       | 92,63  | 95,26        |
| Bronze                        | Laila Schou Nilsen     | 5:04,4     | 100,00   | 86,1       | 77,3       | 86,96  | 93,48        |
| 4.                            | Erna Steuri            | 5:20,4     | 95,01    | 77,2       | 81,2       | 89,71  | 92,36        |
| 5.                            | Hadi Pfeifer           | 5:21,6     | 94,65    | 80,8       | 78,8       | 89,04  | 91,85        |
| 6.                            | Lisa Resch             | 5:08,4     | 98,70    | 97,5       | 82,9       | 78,77  | 88,74        |
| 7.                            | Johanne Dybvad         | 5:32,0     | 91,69    | 86,5       | 90,9       | 80,10  | 85,90        |
| 8.                            | Jeanette Kessler       | 6:05,4     | 83,31    | 85,7       | 82,2       | 84,63  | 83,97        |
| 37 deltagere – 29 gennemførte |                        |            |          |            |            |        |              |

## Bobslæde
Bobslædekonkurrencerne blev kørt på Olympia-Bobbahn ved Riessersee med en længde på 1.525 m og en gennemsnitshældning på 8,46 %. Banen, der oprindeligt var opført i 1908-09, var blevet komplet ombygget til VM i bob 1934.
Konkurrencen i toerbob blev afviklet under meget fine forhold den 14. og 15. februar. Holdene gennemkørte banen fire gange, og det samlede resultat var summen af de fire tider.
| Toerbob, mænd                          | Toerbob, mænd  | Toerbob, mænd                                | Tid (min.) | Tid (min.) | Tid (min.) | Tid (min.) | Tid (min.) |
| Toerbob, mænd                          | Toerbob, mænd  | Toerbob, mænd                                | 1. løb     | 2. løb     | 3. løb     | 4. løb     | Totalt     |
| -------------------------------------- | -------------- | -------------------------------------------- | ---------- | ---------- | ---------- | ---------- | ---------- |
| Guld                                   | USA 1          | Ivan E. Brown Alan M. Washbond               | 1:22,50    | 1:21,02    | 1:25,39    | 1:20,38    | 5:29,29    |
| Sølv                                   | Schweiz 2      | Fritz Feierabend Joseph Beerli               | 1:26,34    | 1:20,31    | 1:24,11    | 1:19,88    | 5:30,64    |
| Bronze                                 | USA 2          | Gilbert Colgate Richard W. Lawrence          | 1:25,06    | 1:21,94    | 1:24,80    | 1:22,16    | 5:33,96    |
| 4.                                     | Storbritannien | Frederick J. McEvoy James F. Cardno          | 1:25,61    | 1:23,85    | 1:28,58    | 1:22,21    | 5:40,25    |
| 5.                                     | Tyskland 1     | Hanns Kilian Hermann v. Valta                | 1:27,29    | 1:24,24    | 1:26,63    | 1:23,85    | 5:42,01    |
| 6.                                     | Tyskland 2     | Fritz Grau Albert Brehme                     | 1:30,66    | 1:23,33    | 1:26,94    | 1:23,78    | 5:44,71    |
| 7.                                     | Schweiz 1      | Reto Capadrutt Charles Bouvier               | 1:25,45    | 1:23,69    | 1:34,09    | 1:23,00    | 5:46,23    |
| 8.                                     | Belgien 1      | Baron Rene Lunden Vicomte Eric de Spoelberch | 1:25,82    | 1:24,35    | 1:32,31    | 1:23,80    | 5:46,20    |
| 23 deltagende hold – 22 hold fuldførte |                |                                              |            |            |            |            |            |
Konkurrencen i firerbob skulle egentlig have været afviklet den 8. og 9. februar, men på grund af dårlige vejrforhold blev den udsat tre dage, og i stedet løb den af stablen den 11. og 12. februar. Holdene gennemkørte banen fire gange, og det samlede resultat var summen af de fire tider.
| Firerbob, mænd                         | Firerbob, mænd | Firerbob, mænd                                                                         | Tid (min.) | Tid (min.) | Tid (min.) | Tid (min.) | Tid (min.) |
| Firerbob, mænd                         | Firerbob, mænd | Firerbob, mænd                                                                         | 1. løb     | 2. løb     | 3. løb     | 4. løb     | Totalt     |
| -------------------------------------- | -------------- | -------------------------------------------------------------------------------------- | ---------- | ---------- | ---------- | ---------- | ---------- |
| Guld                                   | Schweiz 2      | Pierre Musy Arnold Gartmann Charles Bouvier Joseph Beerli                              | 1:22,45    | 1:18,78    | 1:19,60    | 1:19,02    | 5:19,85    |
| Sølv                                   | Schweiz 1      | Reto Capadrutt Hans Aichele Fritz Feierabend Hans Bütikofer                            | 1:23,49    | 1:19,88    | 1:20,75    | 1:18,61    | 5:22,73    |
| Bronze                                 | Storbritannien | Frederick J. McEvoy James Cardno Guy Dugdale Charles Green                             | 1:23,38    | 1:20,18    | 1:20,74    | 1:19,11    | 5:23,41    |
| 4.                                     | USA 1          | J. Hubert Stevens Crawford Merkel Robert Martin John Shene                             | 1:25,61    | 1:19,17    | 1:20,51    | 1:18,84    | 5:24,13    |
| 5.                                     | Belgien 2      | Max Houben Martial van Schelle Louis de Ridder Paul Graeffe                            | 1:22,22    | 1:23,52    | 1:22,50    | 1:20,68    | 5:28,92    |
| 6.                                     | USA 2          | Francis W. Tyler James Bickford Richard W. Lawrence Max Bly                            | 1:25,61    | 1:23,85    | 1:20,22    | 1:19,32    | 5:29,00    |
| 7.                                     | Tyskland 1     | Hanns Kilian Sebastian Huber Fritz Schwarz Hermann v. Valta                            | 1:20,73    | 1:23,05    | 1:24,09    | 1:21,20    | 5:29,07    |
| 8.                                     | Belgien 1      | Baron Rene Lunden Vicomte Eric de Spoelberch Comte Philippe de Pret Roose Gaston Braun | 1:25,77    | 1:21,81    | 1:21,67    | 1:20,57    | 5:29,82    |
| 18 deltagende hold – 13 hold fuldførte |                |                                                                                        |            |            |            |            |            |

## Hurtigløb på skøjter
Konkurrencerne i hurtigløb på skøjter blev afviklet på søen Riessersee. Der blev konkurreret på distancerne 500 m (11. februar), 1500 m (13. februar), 5000 m (12. februar) og 10.000 m (14. februar).
Nordmanden Ivar Ballangrud vandt tre af de fire konkurrencer. Kun på 1500 m-distancen måtte han se sig slået af sin landsmand Charles Mathisen og nøjes med sølvmedaljen.
| 500 m                         | 500 m           | Tid (sek.) |
| ----------------------------- | --------------- | ---------- |
| Guld                          | Ivar Ballangrud | 43,4       |
| Sølv                          | Georg Krog      | 43,5       |
| Bronze                        | Leo Freisinger  | 44,0       |
| 4.                            | Shozo Ishihara  | 44,1       |
| 5.                            | Delbert Lamb    | 44,2       |
| 6.                            | Allan Potts     | 44,8       |
| 6.                            | Karl Leban      | 44,8       |
| 8.                            | Jorma Ruissalo  | 44,9       |
| 8.                            | Antero Ojala    | 44,9       |
| 8.                            | Birger Vasenius | 44,9       |
| 36 deltagere – 35 gennemførte |                 |            |

| 1500 m                        | 1500 m            | Tid (min.) |
| ----------------------------- | ----------------- | ---------- |
| Guld                          | Charles Mathisen  | 2:19,2     |
| Sølv                          | Ivar Ballangrud   | 2:20,2     |
| Bronze                        | Birger Vasenius   | 2:20,9     |
| 4.                            | Leo Freisinger    | 2:21,3     |
| 5.                            | Max Stiepl        | 2:21,6     |
| 6.                            | Karl Wazulek      | 2:22,2     |
| 7.                            | Harry Haraldsen   | 2:22,4     |
| 8.                            | Hans Engnestangen | 2:23,0     |
| 37 deltagere – 37 gennemførte |                   |            |

| 5000 m                        | 5000 m           | Tid (min.) |
| ----------------------------- | ---------------- | ---------- |
| Guld                          | Ivar Ballangrud  | 8:19,6     |
| Sølv                          | Birger Vasenius  | 8:23,3     |
| Bronze                        | Antero Ojala     | 8:30,1     |
| 4.                            | Jan Langedijk    | 8:32,0     |
| 5.                            | Max Stiepl       | 8:35,0     |
| 6.                            | Ossi Blomquist   | 8:36,6     |
| 7.                            | Charles Mathisen | 8:36,9     |
| 8.                            | Karl Wazulek     | 8:38,4     |
| 37 deltagere – 35 gennemførte |                  |            |

| 10.000 m                      | 10.000 m         | Tid (min.) |
| ----------------------------- | ---------------- | ---------- |
| Guld                          | Ivar Ballangrud  | 17:24,3    |
| Sølv                          | Birger Vasenius  | 17:28,2    |
| Bronze                        | Max Stiepl       | 17:30,0    |
| 4.                            | Charles Mathisen | 17:41,2    |
| 5.                            | Ossi Blomquist   | 17:42,4    |
| 6.                            | Jan Langedijk    | 17:43,7    |
| 7.                            | Antero Ojala     | 17:46,6    |
| 8.                            | Edward Schroeder | 17:52,0    |
| 30 deltagere – 28 gennemførte |                  |            |

## Ishockey
Den olympiske ishockeyturnering gjaldt samtidig som det 10. officielle VM i ishockey. 15 hold deltog – det største antal indtil da i en olympisk turnering. De 15 hold blev inddelt i fire grupper, hvorfra de to bedste i hver gruppe gik videre til mellemrunden. Her blev de 8 tilbageværende hold inddelt i to nye grupper, hvorfra de to bedste i hver gruppe gik videre til finalerunden med fire hold.
For første gang vandt Canada ikke OL-titlen. Den gik i stedet til Storbritannien, hvis hold dog hovedsageligt bestod af canadiskfødte spillere.

### Indledende runde
| Dato | Kamp             | Res. | Perioder      |
| ---- | ---------------- | ---- | ------------- |
| 6.2. | Canada - Polen   | 8-1  | 5-0, 2-1, 1-0 |
| 7.2. | Canada - Letland | 11-0 | 2-0, 3-0, 6-0 |
| 7.2. | Østrig - Polen   | 2-1  | 0-0, 0-0, 2-1 |
| 8.2. | Canada - Østrig  | 5-2  | 4-0, 1-2, 0-0 |
| 8.2. | Polen - Letland  | 9-2  | 1-0, 4-0, 4-2 |
| 9.2. | Østrig - Letland | 7-1  | 4-0, 0-0, 3-1 |

| Gruppe A | Kampe | Mål   | Point |
| -------- | ----- | ----- | ----- |
| Canada   | 3     | 24-3  | 6     |
| Østrig   | 3     | 11-7  | 4     |
| Polen    | 3     | 11-12 | 2     |
| Letland  | 3     | 3-27  | 0     |

| Dato | Kamp               | Res. | Perioder                |
| ---- | ------------------ | ---- | ----------------------- |
| 6.2. | Tyskland - USA     | 0-1  | 0-1, 0-0, 0-0           |
| 7.2. | USA - Schweiz      | 3-0  | 3-0, 0-0, 0-0           |
| 7.2. | Tyskland - Italien | 3-0  | 1-0, 1-0, 1-0           |
| 8.2. | Tyskland - Schweiz | 2-0  | 0-0, 1-0, 1-0           |
| 8.2. | USA - Italien      | 1-2  | 0-0, 0-0, 1-1, 0-0, 0-1 |
| 9.2. | Schweiz - Italien  | 1-0  | 0-0, 1-0, 0-0           |

| Gruppe B | Kampe | Mål | Point |
| -------- | ----- | --- | ----- |
| Tyskland | 3     | 5-1 | 4     |
| USA      | 3     | 5-2 | 4     |
| Italien  | 3     | 2-5 | 2     |
| Schweiz  | 3     | 1-5 | 2     |

| Dato | Kamp                       | Res. | Perioder                |
| ---- | -------------------------- | ---- | ----------------------- |
| 6.2. | Ungarn - Belgien           | 11-2 | 1-1, 2-0, 8-1           |
| 7.2. | Tjekkoslovakiet - Belgien  | 5-0  | 0-0, 4-0, 1-0           |
| 7.2. | Ungarn - Frankrig          | 3-0  | 0-0, 1-0, 2-0           |
| 8.2. | Tjekkoslovakiet - Ungarn   | 3-0  | 1-0, 1-0, 1-0           |
| 8.2. | Frankrig - Belgien         | 4-2  | 1-0, 0-1, 0-0, 1-1, 2-0 |
| 9.2. | Tjekkoslovakiet - Frankrig | 2-0  | 0-0, 1-0, 1-0           |

| Gruppe C        | Kampe | Mål  | Point |
| --------------- | ----- | ---- | ----- |
| Tjekkoslovakiet | 3     | 12-0 | 6     |
| Ungarn          | 3     | 14-5 | 4     |
| Frankrig        | 3     | 4-7  | 2     |
| Belgien         | 3     | 4-20 | 0     |

| Dato | Kamp                     | Res. | Perioder      |
| ---- | ------------------------ | ---- | ------------- |
| 6.2. | Storbritannien - Sverige | 1-0  | 1-0, 0-0, 0-0 |
| 7.2. | Storbritannien - Japan   | 3-0  | 2-0, 0-0, 1-0 |
| 8.2. | Sverige - Japan          | 2-0  | 1-0, 1-0, 0-0 |

| Gruppe D       | Kampe | Mål | Point |
| -------------- | ----- | --- | ----- |
| Storbritannien | 3     | 4-0 | 4     |
| Sverige        | 3     | 2-1 | 2     |
| Japan          | 3     | 0-5 | 0     |

### Mellemrunde
| Dato  | Kamp                      | Res. | Perioder           |
| ----- | ------------------------- | ---- | ------------------ |
| 11.2. | Tyskland - Ungarn         | 2-1  | 0-0, 1-0, 1-1      |
| 11.2. | Storbritannien - Canada   | 2-1  | 1-1, 0-0, 1-0      |
| 12.2. | Tyskland - Storbritannien | 1-1  | 0-0, 0-1, 1-0, 0-0 |
| 12.2. | Canada - Ungarn           | 15-0 | 3-0, 9-0, 3-0      |
| 13.2. | Storbritannien - Ungarn   | 5-1  | 1-0, 3-1, 1-0      |
| 13.2. | Tyskland - Canada         | 2-6  | 0-1, 0-3, 2-2      |

| Gruppe A       | Kampe | Mål  | Point |
| -------------- | ----- | ---- | ----- |
| Storbritannien | 3     | 8-3  | 5     |
| Canada         | 3     | 22-4 | 4     |
| Tyskland       | 3     | 5-8  | 3     |
| Ungarn         | 3     | 2-22 | 0     |

| Dato  | Kamp                      | Res. | Perioder      |
| ----- | ------------------------- | ---- | ------------- |
| 11.2. | USA - Tjekkoslovakiet     | 2-0  | 0-0, 2-0, 0-0 |
| 11.2. | Sverige - Østrig          | 1-0  | 1-0, 0-0, 0-0 |
| 12.2. | USA - Østrig              | 1-0  | 0-0, 1-0, 0-0 |
| 12.2. | Tjekkoslovakiet - Sverige | 4-1  | 0-1, 2-0, 2-0 |
| 13.2. | USA - Sverige             | 2-1  | 0-0, 1-1, 1-0 |
| 13.2. | Tjekkoslovakiet - Østrig  | 2-1  | 0-0, 2-1, 0-0 |

| Gruppe B        | Kampe | Mål | Point |
| --------------- | ----- | --- | ----- |
| USA             | 3     | 5-1 | 6     |
| Tjekkoslovakiet | 3     | 6-4 | 4     |
| Sverige         | 3     | 3-6 | 2     |
| Østrig          | 3     | 1-4 | 0     |

### Finalerunde
Resultater fra indbyrdes opgør mellem hold fra samme mellemrundegruppe blev overført til finalerunden.
| Dato  | Kamp                             | Res. | Perioder                |
| ----- | -------------------------------- | ---- | ----------------------- |
| 14.2. | Storbritannien - Tjekkoslovakiet | 5-0  | 2-0, 3-0, 0-0           |
| 15.2. | Canada - Tjekkoslovakiet         | 7-0  | 3-0, 3-0, 1-0           |
| 15.2. | Storbritannien - USA             | 0-0  | 0-0, 0-0, 0-0, 0-0, 0-0 |
| 16.2. | Canada - USA                     | 1-0  | 1-0, 0-0, 0-0           |

| Finalerunde | Finalerunde     | Kampe | Mål  | Point |
| ----------- | --------------- | ----- | ---- | ----- |
| Guld        | Storbritannien  | 3     | 7-1  | 5     |
| Sølv        | Canada          | 3     | 9-2  | 4     |
| Bronze      | USA             | 3     | 2-1  | 3     |
| 4.          | Tjekkoslovakiet | 3     | 0-14 | 0     |

## Kunstskøjteløb
Konkurrencerne i kunstskøjteløb blev afviklet på Olympia-Kunsteis-Stadion. Kvinderne løb et obligatorisk program (11. – 12. februar) og et frit program (15. februar). Mændene løb ligeledes et obligatorisk program (9. – 10. februar), efterfulgt af et fri program (14. februar). Parløbet bestod kun af et friløb (13. februar).
Der var fuldstændigt udsolgt til både mændenes og kvindernes friløb, og flere tusinde tilskuere gik forgæves til disse konkurrencer. Sonja Henie vandt sin tredje guldmedalje i træk i kvindernes kunstskøjteløb. Efter OL blev hun professionel og rejste til USA, hvor hun med succes medvirkede i Hollywoodfilm og skøjteshows.
| Kvinder                       | Kvinder               | Plac. | Point |
| ----------------------------- | --------------------- | ----- | ----- |
| Guld                          | Sonja Henie           | 7½    | 424,5 |
| Sølv                          | M. Cecilia Colledge   | 13½   | 418,1 |
| Bronze                        | Vivi-Anne Hultén      | 28    | 394,7 |
| 4.                            | Liselotte Landbeck    | 32    | 393,3 |
| 5.                            | Maribel Vinson        | 39    | 388,7 |
| 6.                            | Hedy Stenuf           | 40    | 387,6 |
| 7.                            | Emmy Putzinger        | 49    | 381,8 |
| 8.                            | Viktoria Lindpaintner | 51    | 381,4 |
| 26 deltagere – 23 gennemførte |                       |       |       |

| Mænd                          | Mænd               | Plac. | Point |
| ----------------------------- | ------------------ | ----- | ----- |
| Guld                          | Karl Schäfer       | 7     | 422,7 |
| Sølv                          | Ernst Baier        | 24    | 400,8 |
| Bronze                        | Felix Kaspar       | 24    | 400,1 |
| 4.                            | Montgomery Wilson  | 30    | 394,5 |
| 5.                            | Henry-Graham Sharp | 34    | 394,1 |
| 6.                            | Jack Dunn          | 42    | 387,7 |
| 7.                            | Marcus Nikkanen    | 54    | 380,7 |
| 8.                            | Elmer Tardonfalvi  | 56    | 379,0 |
| 25 deltagere – 25 gennemførte |                    |       |       |

| Parløb                                 | Parløb                                     | Plac. | Point |
| -------------------------------------- | ------------------------------------------ | ----- | ----- |
| Guld                                   | Maxie Herber / Ernst Baier                 | 11    | 11,5  |
| Sølv                                   | Ilse Pausin / Erik Pausin                  | 19,5  | 11,4  |
| Bronze                                 | Emilia Rotter / Laszlo Szollas             | 32,5  | 10,8  |
| 4.                                     | Piroska Szekrényessy / Attila Szekrényessy | 38,5  | 10,6  |
| 5.                                     | Maribel Vinson / George Hill               | 46,5  | 10,4  |
| 6.                                     | Louise Bertram / Stewart Reburn            | 68,5  | 9,8   |
| 7.                                     | Violet Cliff / Leslie Cliff                | 56,5  | 10,1  |
| 8.                                     | Eva Prawitz / Otto Weiss                   | 74,5  | 9,5   |
| 18 deltagende par – 18 par gennemførte |                                            |       |       |

## Nordisk skiløb

### Langrend
Der var tre konkurrencer i langrend – to individuelle distancer på 18 km (12. februar) og 50 km (15. februar) og et stafetløb på 4×10 km (10. februar) – stafetløbet startede på Kochelberg, men ellers havde alle løbene start og mål på Olympia-Ski-Stadion. 18 km-løbet gjaldt også som langrendsdelen af konkurrencen i nordisk kombination.
| 18 km                         | 18 km            | Tid (timer) |
| ----------------------------- | ---------------- | ----------- |
| Guld                          | Erik Larsson     | 1:14:38     |
| Sølv                          | Oddbjørn Hagen   | 1:15:33     |
| Bronze                        | Pekka Niemi      | 1:16:59     |
| 4.                            | Martin Matsbo    | 1:17:02     |
| 5.                            | Olaf Hoffsbakken | 1:17:37     |
| 6.                            | Arne Rustadstuen | 1:18:13     |
| 7.                            | Sulo Nurmela     | 1:18:20     |
| 8.                            | Artur Häggblad   | 1:18:55     |
| 75 deltagere – 72 gennemførte |                  |             |

| 50 km                         | 50 km             | Tid (timer) |
| ----------------------------- | ----------------- | ----------- |
| Guld                          | Elis Viklund      | 3:30:11     |
| Sølv                          | Axel Wikström     | 3:33:20     |
| Bronze                        | Nils-Joel Englund | 3:34:10     |
| 4.                            | H.K. Bergström    | 3:35:50     |
| 5.                            | Klaes Karppinen   | 3:39:33     |
| 6.                            | Arne Tuft         | 3:41:18     |
| 7.                            | Frans Heikkinen   | 3:42:44     |
| 8.                            | Pekka Niemi       | 3:44:14     |
| 36 deltagere – 34 gennemførte |                   |             |

| Guld                                     | Finland         | Sulo Nurmela Klaes Karppinen Matti Lähde Kalle Jalkanen             | 2:41:33 |
| Sølv                                     | Norge           | Oddbjørn Hagen Olaf Hoffsbakken Sverre Brodahl Bjarne Iversen       | 2:41:39 |
| Bronze                                   | Sverige         | John Berger Erik Larsson Artur Häggblad Martin Matsbo               | 2:43:03 |
| 4.                                       | Italien         | Giulio Gerardi Severino Menardi Vincenzo Demetz Giovanni Kasebacher | 2:50:05 |
| 5.                                       | Tjekkoslovakiet | Cyril Musil Gustav Berauer Lukas Mihalak Frantisek Simunek          | 2:51:56 |
| 6.                                       | Tyskland        | Friedl Däuber Willy Bogner Herbert Leupold Toni Zeller              | 2:54:54 |
| 7.                                       | Polen           | Michal Gorski Marjan Orlewicz Stanislaw Karpiel Bronislaw Czech     | 2:58:50 |
| 8.                                       | Østrig          | Alfred Rössner Harald Bosio Erich Gallwitz Hans Baumann             | 3:02:48 |
| 16 deltagende hold – 15 hold gennemførte |                 |                                                                     |         |

### Nordisk kombination
Konkurrencen i nordisk kombination bestod af 18 km langrend (12. februar) og to skihop fra den lille skihopbakke (13. februar). 
| Nordisk kombination           | Nordisk kombination | Langrend    | Langrend | Skihop (point) | Skihop (point) | Skihop (point) | Point (total) |
| Nordisk kombination           | Nordisk kombination | Tid (timer) | Point    | Længde         | Stil           | I alt          | Point (total) |
| ----------------------------- | ------------------- | ----------- | -------- | -------------- | -------------- | -------------- | ------------- |
| Guld                          | Oddbjørn Hagen      | 1:15:33     | 240,0    | 99,3           | 91,0           | 190,3          | 430,3         |
| Sølv                          | Olaf Hoffsbakken    | 1:17:37     | 227,8    | 103,5          | 88,5           | 192,0          | 419,8         |
| Bronze                        | Sverre Brodahl      | 1:18:01     | 225,5    | 98,1           | 84,5           | 182,6          | 408,1         |
| 4.                            | Lauri Valonen       | 1:26:34     | 178,6    | 117,6          | 103,0          | 220,6          | 401,2         |
| 5.                            | Frantisek Simunek   | 1:19:09     | 219,0    | 99,3           | 76,0           | 175,3          | 394,3         |
| 6.                            | Bernt Usterkløft    | 1:21:37     | 205,1    | 103,2          | 85,5           | 188,7          | 393,8         |
| 7.                            | Stanislaw Marusarz  | 1:25:27     | 184,4    | 111,9          | 97,0           | 208,9          | 393,3         |
| 7.                            | Timo Murama         | 1:24:52     | 187,5    | 108,3          | 97,5           | 205,8          | 393,3         |
| 51 deltagere – 46 gennemførte |                     |             |          |                |                |                |               |

### Skihop
Skihopkonkurrencen blev afviklet den 16. februar på den store skihopbakke i Olympia-Skistadion foran propfulde tilskuerpladser.
| Skihop                        | Skihop             | Længde | Længde | Længde | Stilpoint      | Stilpoint      | Point (total) |
| Skihop                        | Skihop             | 1. hop | 2. hop | Point  | 1. hop         | 2. hop         | Point (total) |
| ----------------------------- | ------------------ | ------ | ------ | ------ | -------------- | -------------- | ------------- |
| Guld                          | Birger Ruud        | 75,0 m | 74,5 m | 118,5  | 18,0 18,0 19,5 | 19,5 19,0 19,5 | 232,0         |
| Sølv                          | Sven Eriksson      | 76,0 m | 76,0 m | 120,0  | 18,5 18,5 18,5 | 18,0 19,0 18,0 | 230,5         |
| Bronze                        | Reidar Andersen    | 74,0 m | 75,0 m | 118,4  | 18,5 18,5 17,5 | 18,5 19,0 18,5 | 228,9         |
| 4.                            | Kaare Walberg      | 73,5 m | 72,0 m | 115,5  | 19,0 17,5 19,0 | 18,5 18,5 19,0 | 227,0         |
| 5.                            | Stanislaw Marusarz | 73,0 m | 75,5 m | 117,6  | 17,0 17,5 17,0 | 16,5 18,0 18,0 | 221,6         |
| 6.                            | Lauri Valonen      | 73,5 m | 67,0 m | 111,9  | 17,5 18,5 19,0 | 17,5 18,0 17,0 | 219,4         |
| 7.                            | Masaji Iguro       | 74,5 m | 72,5 m | 116,7  | 16,5 17,5 14,5 | 17,5 18,5 17,0 | 218,2         |
| 8.                            | Arnold Kongsgaard  | 74,5 m | 66,0 m | 112,2  | 17,5 17,5 17,5 | 17,5 18,0 17,5 | 217,7         |
| 48 deltagere – 47 gennemførte |                    |        |        |        |                |                |               |

## Demonstrationssportsgrene

### Isstok
I demonstrationssportsgrenen isstok var der tre internationale konkurrencer (åbne for alle) og fem nationale konkurrencer (kun for tyskere). Alle konkurrencerne blev afvikler på Riessersee.

#### Internationale konkurrencer
| Hold              | Hold              | Vundn. | Tabte | Point   | Kvotient |
| ----------------- | ----------------- | ------ | ----- | ------- | -------- |
| Guld              | Østrig 1          | 6      | 1     | 154-75  | 2,053    |
| Sølv              | Tyskland 3        | 3½     | 3½    | 157-86  | 1,825    |
| Bronze            | Østrig 2          | 6      | 1     | 141-90  | 1,567    |
| 4.                | Tyskland 2        | 3      | 4     | 125-100 | 1,250    |
| 5.                | Tyskland 1        | 3½     | 3½    | 95-119  | 0,798    |
| 6.                | Østrig 3          | 3      | 4     | 111-142 | 0,782    |
| 7.                | Tjekkoslovakiet 1 | 3      | 4     | 100-135 | 0,741    |
| 8.                | Tjekkoslovakiet 2 | 0      | 6     | 62-198  | 0,313    |
| 8 deltagende hold |                   |        |       |         |          |
| Individuel, distance        | Individuel, distance   | 1. runde | 2. runde | 3. runde | Resultat |
| --------------------------- | ---------------------- | -------- | -------- | -------- | -------- |
| Guld                        | Georg Edenhauser       | -        | 154,6 m  | 145,8 m  | 154,6 m  |
| Sølv                        | Friedrich Mosshammer   | 143,1 m  | 145,0 m  | 142,6 m  | 145,0 m  |
| Bronze                      | Ludwig Retzer          | 144,6 m  | -        | 144,3 m  | 144,6 m  |
| 4.                          | Ferdinand Erb          | 140,0 m  | 130,5 m  | 124,6 m  | 140,0 m  |
| 5.                          | Anton Schaffernak      | 139,8 m  | -        | -        | 139,8 m  |
| 6.                          | Max Pfeffer            | 137,6 m  | -        | 133,7 m  | 137,6 m  |
| 7.                          | Lorenz Kollmannsberger | 127,6 m  | 110,8 m  | 124,5 m  | 127,6 m  |
| 8.                          | Karl Wolfinger         | -        | 101,8 m  | 107,0 m  | 107,0 m  |
| 9 deltagere – 9 gennemførte |                        |          |          |          |          |
| Guld                          | Ignaz Reiterer   | 15 |
| Sølv                          | August Brunner   | 9  |
| Bronze                        | Karl Wolfinger   | 9  |
| 4.                            | Franz Lawugger   | 9  |
| 5.                            | Josef Kalkschmid | 9  |
| 6.                            | Hans Moser       | 5  |
| 7.                            | Josef Marx       | 4  |
| 8.                            | Hans Bielmeier   | 3  |
| 12 deltagere – 12 gennemførte |                  |    |

### Militærpatrulje
Militærpatrulje skulle egentlig ikke have været på programmet, men efter udtrykkeligt ønske fra Adolf Hitler blev sportsgrenen medtaget alligevel. Hvert land stillede med et hold på fire skiløbere, der samlet løb 25 km. Ca. halvvejs skød de til måls efter tre balloner, og for hver ballon, der ikke blev ramt, fik holdet en tidsstraf på 3 minutter.
| Militærpatrulje                        | Militærpatrulje | Militærpatrulje                                                    | Løbstid (timer) | Straftid (min.) | Samlet (timer) |
| -------------------------------------- | --------------- | ------------------------------------------------------------------ | --------------- | --------------- | -------------- |
| Guld                                   | Italien         | Enrico Silvestri Luigi Perenni Stefano Sertorelli Sisto Scillogi   | 2:28:35,0       | 0:00,0          | 2:28:35,0      |
| Sølv                                   | Finland         | Eino Kuvaja Olli Remes Kalle Arantola Olli Huttunen                | 2:28:49,0       | 0:00,0          | 2:28:49,0      |
| Bronze                                 | Sverige         | Gunnar Wahlberg Seth Olofsson Johan Wiksten John Westberg          | 2:35:24,0       | 0:00,0          | 2:35:24,0      |
| 4.                                     | Østrig          | Albert Bach Edwin Hartmann Franz Hiermann Eugen Tschurtschentaler  | 2:36:19,0       | 0:00,0          | 2:36:19,0      |
| 5.                                     | Tyskland        | Herbert Leupold Johann Hieble Hermann Lochbühler Michael Kirchmann | 2:36:24,0       | 0:00,0          | 2:36:24,0      |
| 6.                                     | Frankrig        | Jacques Faure Marcel Cohendoz Eugène Sibué Jean Morand             | 2:40:55,0       | 0:00,0          | 2:40:55,0      |
| 7.                                     | Schweiz         | Arnold Kaech Josef Jauch Eduard Waser Josef Lindauer               | 2:40:39,0       | 3:00,0          | 2:43:39,0      |
| 8.                                     | Tjekkoslovakiet | Karel Steiner Josef Mateasko Bohuslav Musil Bohumil Kosour         | 2:50:08,0       | 0:00,0          | 2:50:08,0      |
| 9 deltagende hold – 9 hold gennemførte |                 |                                                                    |                 |                 |                |